# Комісія у справах колишніх партизанів Великої Вітчизняної війни 1941-1945 рр. при Верховній Раді України
Комісія у справах колишніх партизанів Великої Вітчизняної війни 1941-1945 рр. при Верховній Раді України — ветеранська організація, що діяла в 1948-2017. Початково була утворена 8 червня 1948 року  при Президії   Верховної   Ради  УРСР після розформування Українського штабу партизанського руху. Комісія була створена для упорядкування особових справ колишніх партизанів німецько-радянської війни. На комісію також було покладено роботу з увічнення пам'яті загиблих партизанів, розгляд матеріалів про матеріально-побутове забезпечення колишніх партизанів і їхніх родин, проведення заміни тимчасових партизанських документів часів війни на постійні.
Гербовою печаткою комісії скріплювалися партизанські квитки, архівні довідки, інші документи, що підтверджують участь у підпільно-партизанському русі в Україні.

## Історія
У першому складі комісії працювали: Сидір Ковпак (голова), Тимофій Строкач, В. Нижник (секретар), Ф. Ананченко, Я. Іванов, Леонід Дрожжин. 
Проблемами партизанів і їхніх родин центральні та місцеві органи влади практично не займалися, тому першочерговими завданнями комісії стали питання обліку колишніх партизанів і підпільників.
Пізніше основними напрямами роботи комісії стало патріотичне виховання населення та особливо молоді, турбота про матеріальне забезпечення ветеранів і інвалідів, визнання громадян учасниками підпільно-партизанської боротьби, співпраця з іншими ветеранськими організаціями країни, участь у міжнародних організаціях руху Опору.
З ініціативи комісії в Україні встановлено щорічне державне свято — День партизанської слави (22 вересня).
У різні роки комісію очолювали партизанські командири:
- С. Ковпак (1948—1967 рр.);
- О. Федоров (1968—1989 рр.);
- П. Мусієнко(1989—1997 рр.).

Під час головування комісією Олексієм Федоровим партизанські спогади, документальні і художні твори письменників про партизанів і підпільників, перш ніж бути виданими рецензували довірені люди колишнього партизанського генерала. Такі, як поет Микола Шеремет. Від авторів вимагалося приводити їхні твори у відповідність з точкою зору Федорова.
25 вересня 1990 р. заступником голови комісії було призначено Василя Павловича Русіна та членами комісії: Бобирьову Марію Максимівну, Карліна Григорія Зіновійовича, Квітінського Вячеслава Антоновича, Марченка Бориса Кириловича, Римара Володимира Федоровича, Савицького Володимира Адольфовича, Святогорова Олександра Пантелеймоновича й Яромова Володимира Петровича.
З 1997 по 2012 роки комісію очолював учасник підпільно-партизанської боротьби, кандидат історичних наук В. Коньков.
З 1998 року в зв'язку зі зміною системи органів Верховної Ради України Комісія у справах колишніх партизанів німецько-радянської війни 1941—1945 рр., утворена 8 червня 1948 р. при Президії Верховної Ради УРСР, уважається Комісією у справах колишніх партизанів німецько-радянської війни 1941—1945 рр. при Верховній Раді України. Забезпечення фінансування та відповідних умов для роботи комісії покладено на управлінню справами Верховної Ради України.
Від 2012 року головою комісії був В. Римар.
23 травня 2017 року ВРУ прийняла Постанову «Про Комісію у справах колишніх партизанів Великої Вітчизняної війни 1941-1945 рр. при Верховній Раді України», якою діяльність комісії була припинена, а Міністерству соціальної політики України рекомендовано створити спеціалізований підрозділ у справах колишніх партизанів у складі Державної служби України у справах ветеранів війни та учасників антитерористичної операції.